# Drago Hočevar
Drago Hočevar, slovenski zdravnik anesteziolog in publicist, * 2. januar 1897, Celje, † 17. oktober 1960, Ljubljana.
Hočevar se je po diplomi v Pragi leta 1924 zaposlil na kirurškem oddelku splošne bolnišnice v Celju. Med okupacijo je bil 1941 izgnana v Hrvaško, od tam pa 1943 na prisilno delo v Nemčijo. Po koncu vojne je 1947 na kirurški kliniki v Ljubljani osnoval anesteziološko službo in nato 1949 anesteziološki oddelek, ki ga je vodil do 1960. Specialistični študij je opravil 1952 v anesteziološkem centru Svetovne zdravstvene organizacije v Københavnu.
Hočevar je v anesteziologijo uvajal uporabo kurara, hladilne metode, anestezijo za elektrošoke ter intenzivno zdravljenje poliomielitisa in tetanusa. Vodil je podiplomske tečaje, svoje izkušnje je objavil v strokovnih publikacijah.